# Selmeczi Mihály
Selmeczi Mihály névvariáns Selmeczy (Budapest, 1898. július 14. – Debrecen, 1966. január 24.) magyar színész, érdemes művész.

## Életpályája
Pályáját 1918-ban Aradon kezdte, Szendrey Mihály társulatában, 1928 és 1931 között Kolozsváron szerepelt. 1932–ben egy évadot a Pécsi Nemzeti Színházban töltött. 1935-től Debrecenben, 1940–41-ben Tolnay Andor, 1941–42-ben Beleznay Unger István cseretársulatában játszott. A második világháborúban hadifogságba került, majd 1948–tól haláláig a debreceni Csokonai Színház társulatának tagja volt. Alkatának és habitusának köszönhetően leginkább vígjátékok, operettek és prózai művek karakter- és epizódfiguráit alakította nagy sikerrel. 1961-ben érdemes művész lett. Színészi munkája mellett rendezéssel is foglalkozott.

## Fontosabb színházi szerepei
- Molière: Tartuffe... Orgon
- Molière: Scapin furfangjai... Argante
- William Shakespeare: Romeo és Júlia... Capulet
- William Shakespeare: Sok hűhó semmiért... Antonio
- Nyikolaj Vasziljevics Gogol: A revizor... Polgármester
- Nyikolaj Vasziljevics Gogol: Leánynéző... Eierspeis Iván Pavlovics
- Benjamin Jonson: Volpone... Bíró
- George Bernard Shaw: Szerelmi házasság (Megtört szívek háza)... Sartorius
- Iszaak Oszipovics Dunajevszkij: Szabad szél... Filipp
- Madách Imre: Az ember tragédiája... Első polgár; Pátriárka, Lovel, Luther Márton
- Katona József: Bánk bán... Mikhál bán
- Fazekas Mihály: Ludas Matyi... Döbrögi
- Móricz Zsigmond: Légy jó mindhalálig... Pósalaky vak öregúr
- Móricz Zsigmond: Úri muri... Csörgheő Csuli; Pincér
- Móricz Zsigmond: Nem élhetek muzsikaszó nélkül... Lajos bácsi
- Mikszáth Kálmán – Benedek András: A szelistyei asszonyok... Rostó Pál
- Mikszáth Kálmán – Benedek András: A körtvélyesi csíny... Röszkey Pál
- Karinthy Frigyes: A nagy ékszerész... Gyáros
- Nagy Endre: A miniszterelnök... Miniszterelnök
- Urbán Ernő: Tűzkeresztség... Fuvaros-Szél János
- Tabi László: A pirossapkás lány... Solt
- Kállai István: Majd a papa... Predo
- Darvas József: Kormos ég... Formin, szovjet író
- Földes Mihály: Mélyszántás... Nyakas Kun
- Ismeretlen szerző: Kocsonya Mihály házassága... Bíró
- Szirmai Albert – Bakonyi Károly – Gábor Andor: Mágnás Miska... Korláthy gróf
- Berté Henrik – Franz Schubert: Három a kislány... Tschöll Keresztély, udvari üvegfestő
- Jacobi Viktor: Sybill... Kormányzó
- Huszka Jenő: Gül Baba... Gül Baba
- Jacques Offenbach: Gerolsteini nagyhercegnő... Bumm tábornok
- Lehár Ferenc: Luxemburg grófja... Bíróság elnöke
- Johann Strauss: A denevér... Frosch
- Kálmán Imre: Csárdáskirálynő... Leopold
- Kálmán Imre: Cirkuszhercegnő... Cirkuszigazgató
- Hervé: Nebáncsvirág... Színiigazgató
- Eisemann Mihály: Bástyasétány 77... Sasek
- Barabás Tibor – Gádor Béla – Darvas Szilárd: Állami áruház... Dancs
- Gian Paolo Callegari: Megperzselt lányok... Gino

## Rendezéseiből
- Kálmán Imre: Csárdáskirálynő

## Filmek, tv
- Vihar (1952)... Bánkuti Antal osztályvezető
- Hannibál tanár úr (1956)... Ofenthaler igazgató
- Pusztai ítélet (1957)